# NGC 6621
NGC 6621 é uma galáxia espiral (Sb/P) localizada na direcção da constelação de Draco. Possui uma declinação de +68° 21' 47" e uma ascensão recta de 18 horas, 12 minutos e 55,6 segundos.
A galáxia NGC 6621 foi descoberta em 2 de Junho de 1885 por Edward D. Swift.